# St. Nikita an der Jausa

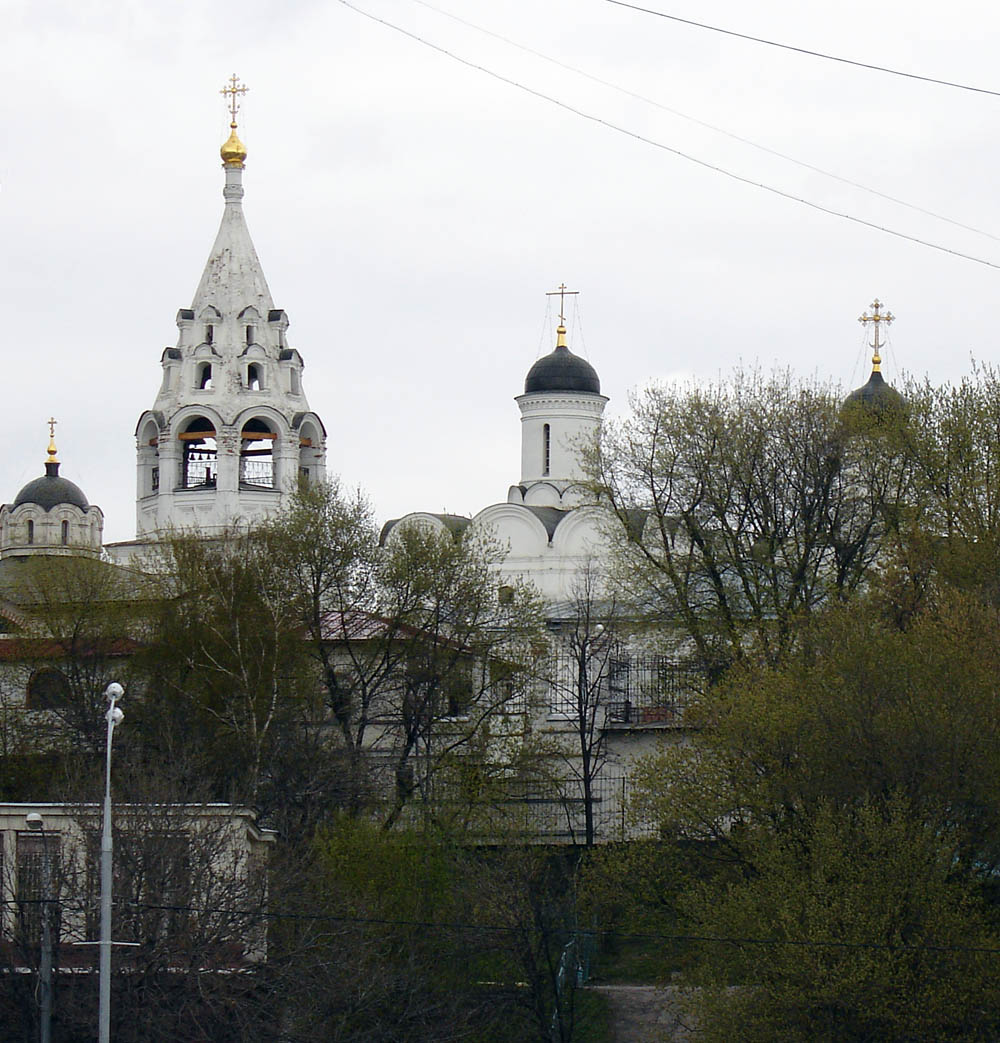
St. Nikita, Blick von der anderen Uferseite der Moskwa

Die Kirche St. Nikita an der Jausa (russisch Храм Никиты Мученика) ist eine russisch-orthodoxe Kirche in Moskau.
Sie liegt an der uliza Gontscharnaja 6 im Stadtteil Taganski, bei der Mündung des Flusses Jausa in die Moskwa.
Die Kirche wurde im Jahr 1595 neu erbaut, anstelle der hölzernen Kirche gleichen Namens, welche erstmals in einer Chronik aus dem Jahr 1476 schriftlich erwähnt wurde. In den Jahren 1684–1685 wurde der Glockenturm an der nordwestlichen Seite angebaut.
St. Nikita wurde 1936 geschlossen und als Lagerhaus verwendet. Von 1958 an wurde das Gebäude im Barockstil des 16. Jahrhunderts restauriert, und 1991 an die russisch-orthodoxe Kirche zurückgegeben.